# 克林奇县 (佐治亚州)
克林奇县（英語：Clinch County）是位于美国喬治亞州南部的一个县，面积2,135平方公里，县治薩默維爾。根据2020年美国人口普查，共有人口6,749人。該县成立于1850年2月14日。